# La légende de Tristan
La légende de Tristan ist eine Oper in drei Akten und acht Bildern von Charles Tournemire (Musik) mit einem Libretto von Albert Pauphilet nach dem auf keltische Quellen zurückgehenden Roman Tristan et Iseut von Joseph Bédier. Sie wurde 1926 fertiggestellt, aber erst am 15. Dezember 2022 im Theater Ulm uraufgeführt.

## Handlung

### Erster Akt
Erstes Bild: „Le cheveu d’or“ – ‚Das goldene Haar‘; der Hafen von Weisefort am irischen Meer
Das irische Volk beklagt den Tod des Helden Morholt, der in einem Zweikampf ums Leben kam. Niemand weiß, wer sich jetzt noch dem Drachen entgegenstellen kann, der das Land heimsucht und die hiesigen Mädchen frisst. Da erscheint Tristan, ein Fremder, der den Kampf wagen will. Es gelingt ihm, das Ungeheuer zu töten, obwohl er schwere Verletzungen davonträgt. Morholts Nichte Iseut übernimmt seine Pflege. Sie fühlt sich stark zu ihm hingezogen, bis sie an seinem Schwert eine Scharte bemerkt, die exakt Morholts tödlicher Wunde entspricht. Nun weiß sie, dass es Tristan war, der ihren Onkel tötete. Da sie selbst als Siegespreis für die Vernichtung des Drachen ausgelobt wurde, hat sie keine Möglichkeit zur Rache. Tristan verzichtet jedoch auf die Ehe, da ihm vor seiner Abreise nach Irland eine Schwalbe mit einem goldenen Haar im Schnabel signalisiert hatte, dass er sie seinem Onkel Marc, dem König seiner Heimat Cornwall, zuführen solle. Iseut muss ihm folgen.
Zweites Bild: „Le philtre“ – ‚Der Liebestrank‘; im Hintergrund das Schloss an der hohen Küste; vorne der Wald; dahinter eine Meeresbucht
Tristan und Iseut haben Cornwall erreicht. Iseuts Dienerin Brangien hat einen Trank gebraut, durch den Iseut und ihr Bräutigam Marc Liebe füreinander empfinden sollen. Während sie auf Marc und sein Gefolge warten, trinken Tristan und Iseut davon und verlieben sie sich heftig ineinander.

### Zweiter Akt
Drittes Bild: „Dans la Grand’ Salle de Tintagel“ – ‚In der großen Halle von Tintagel‘
König Marc und Iseut heiraten in einer feierlichen Zeremonie. Marc will mit dieser Verbindung den Frieden zwischen Cornwall und Irland sichern. Ihm fällt auf, dass seine Braut und Tristan die gesamte Zeit über tief in Gedanken versunken sind.
Viertes Bild: „Le grand pin“ – ‚Die große Kiefer‘
Tristan und Isolde haben sich für die Nacht im Garten verabredet. Während Tristan auf seine Geliebte wartet, bekommt er ein Gespräch des Königs mit dem Hofzwerg Frocin mit. Dieser hat Verdacht geschöpft und informiert Marc über den Betrug seiner Frau. Um Sicherheit zu gewinnen, will Marc das Paar aus einem Versteck heraus beobachten. Als Iseut eintrifft, warnt Tristan sie durch ein Zeichen. Die beiden halten sich zurück und spielen dem versteckten König vor, dass sie ihn keinesfalls hintergehen wollen. Marc ist beruhigt.
Fünftes Bild: „Le forét sauvage du Morois“ – ‚Der wilde Wald von Morois‘
Einige Zeit später sind Tristan und Iseut aus Tintagel geflohen und leben gemeinsam unter ärmlichen Bedingungen im Wald. Um ihr Gewissen nicht weiter zu belasten, bemühen sie sich um Keuschheit. Nachts legt Tristan sicherheitshalber ein Schwert zwischen sich und Iseut. Frocin und Marc finden Tristan und Iseut eines Nachts schlafend auf ihrem Lager, wecken sie aber nicht. Da Marc das Schwert zwischen ihnen bemerkt, glaubt er weiterhin an Iseuts Treue. Er vertauscht Tristans Schwert mit seinem eigenen, platziert seine Handschuhe neben dem Lager und streift Iseut einen Ring an den Finger, bevor er sich vorsichtig zurückzieht. Als Tristan erwacht und erkennt, dass Marc von ihnen weiß, fordert er Iseut auf, an den Hof zurückzukehren. Er will seine Liebe zu ihr in der Ferne vergessen.

### Dritter Akt
Sechstes Bild: „Tristan au Rocher de Douleur“ – ‚Tristan am Schmerzensfelsen‘; ein hoher Felsen an der Bretonischen Küste; Mondschein; rechts neben dem Mond ein sehr heller Stern
Der extrem unter der Trennung von Iseut leidende Tristan sehnt sich nach dem Tod.
Siebtes Bild: „Tristan Fou“ – ‚Tristan als Narr‘; vor dem Schloss von Tintagel (wie im zweiten Bild)
Um Iseut noch ein letztes Mal zu sehen, hat sich Tristan nach Tintagel begeben, wo er als Narr verkleidet vor dem Königspaar auftritt. Marc schöpft keinen Verdacht. Er zieht sich nach der Darbietung zurück. Anschließend haben Tristan und Iseut einen Moment für sich allein. Tristan gibt sich ihr zu erkennen und nennt ihr viele Details aus ihrem Leben. Dennoch reagiert Iseut ungläubig und abweisend. Sie bittet Brangien, sich den Narren anzuschauen. Schließlich gelingt es Tristan, Brangien und dann auch Iseut von seiner Identität zu überzeugen und sich von seiner Geliebten zu verabschieden.
Achtes Bild: „La Mort“ – ‚Der Tod‘; ein Waldweg (ähnlich dem ersten Bild, ins Irreale verwandelt)
Tristan wirft einen letzten Blick auf das Meer, während ihn ein Chor unsichtbarer Stimmen ins Jenseits geleitet. Er spricht schwach den Namen seiner Geliebten aus und stirbt. Iseut erscheint in weißer Kleidung, legt sich neben ihn und entschläft gleichfalls.

## Gestaltung

### Orchester
Die Orchesterbesetzung der Oper umfasst die folgenden Instrumente:
- Holzbläser: Piccoloflöte, zwei Flöten, zwei Oboen, Englischhorn, Baritonoboe (ggf. vom Spieler des Englischhorns gespielt), zwei Klarinetten, Bassklarinette, drei Fagotte, Sarrusophon
- Blechbläser: vier Hörner, drei Trompeten, Basstrompete, drei Posaunen, Bassposaune, Kontrabasstuba
- Schlagzeug: Pauken, kleine Pauken, große Trommel, Becken, Triangel, Gong, Glocken
- zwei Harfen
- Celesta
- Streicher: achtzehn Violinen 1, sechzehn Violinen 2, vierzehn Bratschen, zwölf Violoncelli, zehn Kontrabässe
- Bühnenmusik: Fagott, vier Hörner, zwei Trompeten

### Musik
Der Komponist Charles Tournemire betrachtete seine Vertonung des Tristan-Stoffes ausdrücklich als „anti-wagnerisch“. Seine Oper ist deutlich handlungsreicher als Wagners verinnerlichtes Musikdrama Tristan und Isolde. Die Handlung ist auf die Titelfigur Tristan konzentriert. Sie verzichtet gänzlich auf eine „rauschhafte Ekstase einer erotischen Folie à deux“ und stellt die unmögliche Liebe des Paares stattdessen als „spirituelles Martyrium“ dar (Uwe Schweikert).
Die acht Bilder werden von insgesamt fünf Orchesterzwischenspielen durchbrochen, die die Handlung entweder zusammenfassen oder vorausschauend vorbereiten. Dabei gibt es einige virtuose Solopassagen der Instrumentalisten. Die Gesangspartien sind in einem textverständlichen Parlando durchkomponiert. Die Klangfarben, Taktarten und Tempi wechseln ständig. Die Harmonik ist modern, schroff und polystilistisch inspiriert vom Impressionismus und Expressionismus bis hin zur Atonalität. Der Chor ist sowohl inhaltlich als auch kommentierend in die Handlung eingebunden.

## Werkgeschichte
Der französische Komponist und Organist Charles Tournemire schrieb insgesamt fünf Bühnenwerke, von denen zu seinen Lebzeiten nur eines, Les dieux sont morts, aufgeführt wurde. Seine dreiaktige Oper La légende de Tristan stellte er 1926 fertig. Das Libretto verfasste Albert Pauphilet. Im Gegensatz zu Richard Wagner bei dessen Oper Tristan und Isolde nutzte Pauphilet dafür nicht die mittelalterliche Versdichtung Tristan des Gottfried von Straßburg, sondern den Roman de Tristan et Iseut von Joseph Bédier aus dem Jahr 1900, der seinerseits auf keltischen Quellen basiert. Der Handlungsverlauf unterscheidet sich daher deutlich von dem bei Wagner. Den szenischen Grundplan erarbeiteten Tournemire und Pauphilet gemeinsam.
Erst nach fast hundert Jahren kam es zur Uraufführung durch das Theater Ulm. Sie war ursprünglich für das Jahr 2020 anlässlich des 150. Geburtstags des Komponisten geplant, musste aber aufgrund der Maßnahmen gegen die COVID-19-Pandemie um zwei Jahre verschoben werden und fand schließlich am 15. Dezember 2022 statt. Die Inszenierung stammte von Kay Metzger, dem Intendanten des Theaters. Er hatte die Produktion auch initiiert, nachdem ihn der Komponist Alexander Muno auf die in der Französischen Nationalbibliothek überlieferten autografen Manuskripte der Oper aufmerksam gemacht hatte. Die Ausstattung stammte von Michael Heinrich, das Lichtdesign von Johannes Grebing. Die musikalische Leitung übernahm Felix Bender. Es sangen An De Ridder (Iseut), Markus Francke (Tristan), Dae-Hee Shin (Marc), I Chiao Shih (Brangien) und Joshua Spink (Frocin).
Die späte Uraufführung wurde sehr gut aufgenommen. Der Radiosender SWR2 übertrug einen Mitschnitt. Die Produktion wurde in der Kritikerumfrage der Zeitschrift Opernwelt zusammen mit Vito Žurajs Blühen zur „Uraufführung des Jahres“ gewählt.

## Aufnahmen
- 15. Dezember 2022 – Felix Bender (Dirigent), Philharmonisches Orchester der Stadt Ulm, Opern- und Extrachor des Theaters Ulm.
 An De Ridder (Iseut), Markus Francke (Tristan), Dae-Hee Shin (Marc), I Chiao Shih (Brangien), Joshua Spink (Frocin).
 Mitschnitt der Uraufführung im Theater Ulm.
 Radiosendung auf SWR2 am 5. Februar 2023.[3]

## Digitalisate
- Autografes Manuskript der Partitur auf Gallica
- Autografes Manuskript des Klavierauszugs auf Gallica